# カルピ (小惑星)
カルピ (66207 Carpi) は小惑星帯に位置する小惑星である。イタリア、エミリア＝ロマーニャ州カヴェッツォのジェミニアーノ・モンタナリ天文台（Osservatorio Astronomico Geminiamo Montanari di Cavezzo, 小惑星センターには「カヴェッツォ天文台」として登録）で発見された。
エミリア＝ロマーニャ州のコムーネ、カルピから命名された。